# Zacco platypus
Zacco platypus és una espècie de peix cipriniforme de la família dels ciprínids.

## Morfologia
Els mascles poden assolir els 20 cm de longitud total.

## Distribució geogràfica
Es troba des del nord de la Xina fins al nord del Vietnam.